# Гибб, Энди
Эндрю Рой Гибб (англ. Andrew Roy Gibb; 5 марта 1958, Манчестер, Англия — 10 марта 1988, Оксфорд, Англия) — британский певец в стиле поп и диско. Является младшим братом Барри, Робина и Мориса Гиббов, известных по созданию знаменитой группы Bee Gees.

## Ранние годы
Энди родился в Англии, однако через шесть месяцев после его дня рождения родители Барбара и Хью Гибб эмигрировали в Австралию, осев в небольшом городке к северу от Брисбена. Мальчик был младшим ребёнком в семье, кроме троих упомянутых братьев имел также старшую сестру Лэсли, появившуюся на 13 лет раньше него. Вскоре популярность Bee Gees резко пошла вверх, музыканты получили мировую известность, и в январе 1967 года семья переехала обратно в Соединённое Королевство. Карьера Энди развивалась отдельно от братьев, ещё в юности он подрабатывал пением в туристических клубах испанского курорта Ивиса, позже занимался тем же самым на острове Мэн, исторической родине семейства Гибб, где на протяжении долгого времени проживали его родители. Тогда же певец организовал первую свою группу — Melody Fayre (название отсылается к одной из песен Bee Gees), куда пригласил местных музыкантов: Джона Альдерсона (гитара) и Джона Стрингера (ударные). В качестве менеджера коллектива выступила мать Энди Барбара. Группа регулярно выступала в местном отеле, первая запись была произведена в начале 1974 года — композиция «My Father Was A Reb», написанная и аранжированная Морисом. Песня, тем не менее, официально так и не вышла.
По наставлению брата Барри в 1974 году Энди вернулся в Австралию. Барри верил, что австралийская сцена послужит отличной тренировочной площадкой, поможет молодому артисту встать на ноги точно так же, как когда-то помогла Bee Gees. К тому же, сестра певца Лэсли в то время уже жила там вместе с мужем. Альдерсон и Стрингер решили последовать за Энди, надеясь раскрутить вместе с ним хорошую группу. При участии продюсера Кола Джои коллектив записал несколько композиций, пару лет они успешно выступали. Финансово независимый Энди часто подолгу отходил от творчества, тогда как его товарищи сидели без денег. Вскоре Альдерсон и Стрингер окончательно разочаровались в проекте и уехали обратно в Англию.
Первый сингл Энди, «Words and Music», вышел на лейбле ATA, владельцем которого был Джои. Пластинка с песней «Westfield Mansions» на обратной стороне в 1976 году попала в двадцатку музыкального чарта Сиднея. После этого Гибб присоединился к группе под названием Zenta, куда также входил довольно известный барабанщик Тревор Нортон, коллектив отправился в гастрольный тур по Австралии, выступал на одних площадках с такими группами как Sweet и Bay City Rollers. Запланированный сингл «Can’t Stop Dancing» так и не состоялся (песня Рэя Стивенса, в мае 1977 года ставшая хитом в США в исполнении группы Captain & Tennille), однако Энди неоднократно исполнял композицию на концертах, выступил с ней на телевидении. В начале 1976 года Роберт Стигвуд, бывший тогда менеджером Bee Gees, позвал певца под свой лейбл RSO Records. Энди переехал в Майами-Бич и приступил к работе совместно с братом Барри и сопродюсерами Элби Гэлатеном и Карлом Ричардсоном.
Прежде чем покинуть Австралию, Гибб женился на своей девушке Ким Ридер, 25 января 1978 года у них родилась дочь Пета Джэи. Тем не менее ещё во время беременности отношения между ними резко ухудшились, и через год супруги развелись. По некоторым данным, с тех пор Энди видел дочь лишь один раз, в 1981 году.

## Взлёт популярности
Барри помог брату записать свой первой альбом — в сентябре 1977 года из павильона Criteria Studios вышла пластинка под названием Flowing Rivers. Из десяти треков восемь написал сам Энди ещё во время австралийского периода жизни, две песни сочинил Барри, он также исполнил в нескольких дорожках бэк-вокальные партии. Первый сингл с него, «I Just Want to Be Your Everything» в чартах США и Австралии поднялся до первого места, став одной из самых популярных песен года. В Соединённом Королевстве, однако, успех был менее заметным, всего лишь позиция в Top 40. Популярность закрепилась с выходом второго удачного сингла — «(Love Is) Thicker Than Water», который распространился более чем миллионным тиражом. Издание сместило с первой позиции знаменитую песню братьев «Stayin' Alive», но в середине марта уступило другому их хиту — «Night Fever».
С той же командой поддержки, Гибб-Гэлатен-Ричардсон, Энди приступил к записи второго альбома — Shadow Dancing, пластинка вышла в апреле 1978 года. Заглавная композиция «Shadow Dancing» создавалась при участии всех четырёх братьев Гибб, выпущенная в виде отдельного сингла, с середины июня она в течение восьми недель удерживала первое место американского хит-парада, удостоившись платинового статуса. В США Энди стал первым мужчиной соло-вокалистом, которому удалось выпустить три сингла, добравшихся до лидерства в Billboard Hot 100. Два других сингла с альбома, «An Everlasting Love» и «(Our Love) Don't Throw It All Away», оказались менее успешными, но при этом всё равно попали в десятку лучших.
В 1979 году певец выступил совместно с Bee Gees, ABBA и Оливией Ньютон-Джон (в дуэте спел «Rest Your Love On Me») на благотворительном концерте ЮНИСЕФ, все вырученные средства от которого ушли на помощь нуждающимся детям и матерям. Через некоторое время музыкант вернулся в студию и приступил к записи After Dark, своего последнего полноценного альбома. Песня «Desire», написанная ещё для альбома Bee Gees Spirits Having Flown, попала в десятку. Второй сингл, «I Can’t Help It», исполненный в дуэте с Ньютон-Джон, удостоился места в двадцатке. В следующем году на прилавках появился сборник Andy Gibb's Greatest Hits, куда также вошли две новые песни, изданные в формате синглов: «Time Is Time» (15-е место в январе 1981 года) и «Me (Without You)» (последняя песня Гибба, появившаяся в Top 40).

## Спад карьеры и смерть
Отношения с американской актрисой Викторией Принсипал увлекли Энди в различные проекты, слабо связанные с написанием музыки. Он сыграл в бродвейском мюзикле «Иосиф и его удивительный, разноцветный плащ снов» Эндрю Ллойда Уэббера, принял участие в комической опере «Пираты Пензанса», в 1980—1982 годах вёл телешоу «Solid Gold». Союз с Принсипал, при всём при том, оказался недолговечным, летом 1981 года певец в дуэте с Everly Brothers записал свой последний официальный сингл «All I Have To Do Is Dream». Пластинка не имела успеха, поднявшись в американском чарте лишь до 51-го места.
В середине 1980-х усугубилось пристрастие музыканта к наркотикам, и семья заставила его пройти курс терапии в клинике Betty Ford Center. В последние годы жизни Гибб выступал не очень много, исполняя прежде всего старые свои хиты и различные кавер-версии на песни других артистов, устроил небольшой тур по восточной Азии, регулярно приглашался в концертные залы Лас-Вегаса. Принял участие в нескольких комедийных телешоу, в частности, засветился в таких ситкомах, как «Дай мне перерыв» и «Панки Брюстер». В 1984 году стал хедлайнером чилийского музыкального фестиваля, отработав два больших сета. Одно время Энди предпринял попытку вернуться к сочинительству, вышел на контакт с Барри и Морисом, сделал вместе с ними пару демозаписей. Песням «Man On Fire» и «Arrow Through The Heart» не суждено было приобрести законченный вид, задуманный автором. По прошествии многих лет они всё же были посмертно изданы в составе разных антологий Bee Gees.
Во время празднования своего тридцатилетия в Лондоне Энди почувствовал сильные боли в груди и был доставлен в оксфордскую больницу имени Джона Рэдклиффа. Спустя пять дней, 10 марта 1988 года, он скончался в результате миокардита — поражения сердечной мышцы вирусной инфекцией. Следующий свой альбом Bee Gees посвятили брату; пластинка под названием One содержит композицию «Wish You Were Here» («Жаль, что тебя здесь нет»). Похоронен на кладбище Голливуд-Хиллз в Лос-Анджелесе. Отец Энди, Хью, умерший четыре года спустя, похоронен рядом с его могилой.